# Александр Каллимаки
Александр Каллимаки (молд. и рум. Александру Каллимаки; 1737—1821) — господарь Молдавского княжества в 1795—1799 годах.

## Правление
Александр Каллимаки правил с 6 мая 1795 года по 18 марта 1799 года.

## Семья
- Брат — Григорий Каллимаки (1735—1769).
- Сёстры — Севастита (1736—?) и Мария (1740—1831).

Дети:
- Сыновья — Скарлат (1773—1821) и Иоан (1775—1821).
- Дочери — Ралу (1769—1797) и Ефросинья (1776—1835).